# KALUSH
«KALUSH» — український реп-гурт, заснований у 2019 році Олегом Псюком, який на той момент був репером Псючий син та музичним продюсером Ваньком Клименком.
З ініціативи фронтменів гурту «KALUSH» у 2021 був утворений інший гурт — «Kalush Orchestra», який 15 травня 2022 року став переможцем «Євробачення-2022» з піснею «Стефанія».

## Історія
KALUSH був створений у 2019 році спільними зусиллями репера Олега Псюка, також відомого як Псючий син, та музичного продюсера Ванька Клименка. Назва гурту виникла завдяки розповідям Олега про його рідне місто Калуш, що надихнуло обох на цей вибір. Олег знайшов мультиінструменталіста Ігоря Діденчука в інтернеті, відгукнувшись на його заклик у Фейсбуці серед 20 сопілкарів, і вибрали саме Ігоря. Третім членом гурту став загадковий MC КИЛИММЕН, віртуальний образ українського музиканта, під маскою якого може ховатися будь-яка людина. З моменту створення гурту, в образі MC КИЛИММЕНа вже побувало понад 70 осіб, і в кожній пісні під маскою MC КИЛИММЕНа з'являється нова людина.
Перший кліп гурту на пісню «Не маринуй» вийшов на їхньому офіційному каналі YouTube 17 жовтня 2019 року. Кліп було знято на вулицях рідного міста гурту Калуша.
Після виходу в листопаді 2019 другого кліпу «Ти гониш» гурт KALUSH підписав угоду про співробітництво з американським хіп-хоп лейблом Def Jam, який входить до Universal Music Group. А 9 грудня було випущене відео на пісню «Гори», яку учасники гурту виконали разом з Alyona alyona. За 12 днів відео набрало 1,2 мільйона переглядів на YouTube.
У 2021 році, за даними TopHit, KALUSH мав 424 949 ефірів на українських радіостанціях, а також зібрав 37 318 425 переглядів в YouTube.
У січні 2021 року KALUSH разом зі Skofka презентували спільний трек «Otaman». У травні вийшла ще одна спільна робота «Додому», яка потрапила в тренди YouTube, топчарти Shazam, Spotify та iTunes. Цією піснею артисти вирішили підтримати проєкт мережі АЗК «ОККО» та Фонду «Повернись живим» — «ОКО ЗА ОКО». Метою проєкту був збір на закупівлю 25 безпілотних авіаційних комплексів «ШАРК».
19 лютого 2021 року з'явився дебютний альбом гурту «HOTIN».
23 липня 2021 року KALUSH і Skofka випустили спільний міні-альбом «Йо-Йо» та новий трек «Не напрягайся».
22 березня 2024 року KALUSH та KOLA випустили одразу дві пісні «Пам'ятай» та «Упіймай моє серце» та кліпи на них. Один з яких вийшов на YouTube-каналі KALUSH, інший на YouTube-каналі KOLA одночасно.
14 червня 2024 року вийшов третій альбом KALUSH — «Для душі».

## Дискографія

### Альбоми
- «HOTIN» (2021)[15]
- «Йо-Йо (за участю Skofka)» (2021)
- «Для душі», (2024)

### Сингли
- «Не маринуй» (2019)
- «Ty Gonysh» (2019)
- «Гори (Gory) (за участю alyona alyona)» (2019)
- «Кент (Kent)» (2020)
- «Тіпок (Tipok)» (2020)
- «Вірус (Virus)» (2020)
- «Вайб (Vibe)» (2020)
- «Стержень (Own Core) (за участю alyona alyona, OTOY, Білий Бо, Шершень, DYKTOR, Дядя Вова)» (2020)
- «Góry (за участю Gedz[pl], Skip)» (2020)
- «В тренді пафос (Pafos)» (2020)
- «BIMBO» (2020)
- «Таких як я (Takyh Yak Ya) (за участю YARMAK)» (2020)
- «Пожовкла весна (за участю Діма Варварук, vlada)» (2020)
- «Зорі» (2020)
- «Вода (за участю alyona alyona)» (2020)
- «Otaman (за участю Skofka)» (2020)
- «Балабон (за участю PANINI)» (2020)
- «Не забуду» (2021)
- «Пірнаю (за участю Станіславська)» (2021)
- «Халепа (за участю ЮЮ)» (2021)
- «Додому (за участю Skofka)» (2021)
- «Давай начистоту (за участю Skofka)» (2021)
- «Не напрягайся (за участю Skofka)» (2021)
- «Файна (за участю Skofka)» (2021)
- «Маяком (за участю Skofka)» (2021)
- «Я йду (за участю Skofka)» (2021)
- «Таксі (за участю Христини Соловій)» (2021)
- «Хвилі (за участю Jerry Heil)» (2021)
- «Перемога (за участю Океан Ельзи)» (2021)
- «Мала в 19» (2021)
- «Калуські вечорниці (за участю Tember Blanche)» (2021)
- «Сонячна (за участю Сальто назад, Skofka)» (2022)
- «Майбутність (за участю Артем Пивоваров)» (2022)
- «Patton (за участю Mykola Vynar)» (2022)
- «Батьківщина (за участю Skofka)» (2022)
- «Стіни (за участю Jerry Heil)» (2023)
- «Хмари (за участю Leo Mantis)» (2023)
- «То є Львів (за участю Скрябін)» (2023)
- «Десятка (за участю KRUTЬ)», (2024)
- «Пам'ятай (за участю KOLA)», (2024)
- «Упіймай моє серце (за участю KOLA)», (2024)
- «Дощ (за участю GOLUBENKO)», (2024)
- «Останній раз (за участю ADAM та Balsam)», (2024)
- «Розбуди мене (за участю Balsam)», (2024)
- «Тебе не попустить», (2024)
- «Хтось знов (за участю Agape)», (2024)
- «Аромат волосся (за участю NAIMES)», (2024)
- «Грай музикант (за участю Balsam)», (2024)

## Відеокліпи
Статистичні дані наведено станом на 23 грудня 2022 року
| №  | Кліп                                           | Рік  | Режисер             | Кількість переглядів | Посилання |
| -- | ---------------------------------------------- | ---- | ------------------- | -------------------- | --------- |
| 1  | Не маринуй                                     | 2019 | Delta Arthur        | 2 848 834            |           |
| 2  | Ти гониш                                       | 2019 | Anton Shtuka        | 1 442 774            |           |
| 3  | Гори (разом з Alyona alyona)                   | 2019 | Anton Shtuka        | 19 560 721           |           |
| 4  | Кент                                           | 2020 | Dmitry Eret         | 896 802              |           |
| 5  | Тіпок                                          | 2020 | Aleksandr Shurubura | 9 297 086            |           |
| 6  | Вайб                                           | 2020 | Sergii Chebotarenko | 1 151 982            |           |
| 7  | Góry (разом з Alyona alyona, Gedz, Skip)       | 2020 |                     | 284 826              |           |
| 8  | В тренді пафос                                 | 2020 | Sashko Danylenko    | 2 316 050            |           |
| 9  | BIMBO                                          | 2020 |                     | 216 852              |           |
| 10 | Таких як я (разом з Yarmak)                    | 2020 |                     | 622 915              |           |
| 11 | Зорі                                           | 2020 | Marina Kushchova    | 22 972 645           |           |
| 12 | Вода (разом з Alyona alyona)                   | 2020 | Sashko Danylenko    | 1 332 179            |           |
| 13 | Otaman (разом зі Skofka)                       | 2021 | Max Yuz             | 4 004 267            |           |
| 14 | Не забуду                                      | 2021 | Sergii Chebotarenko | 4 983 202            |           |
| 15 | Пірнаю (разом зі Станіславською)               | 2021 |                     | 3 848 093            |           |
| 16 | Додому (разом зі Skofka)                       | 2021 | Max Yuz             | 77 369 963           |           |
| 17 | Давай начистоту (разом зі Skofka)              | 2021 | Sergii Chebotarenko | 21 043 353           |           |
| 18 | Не напрягайся по пустякам (разом зі Skofka)    | 2021 | Max Yuz             | 2 371 441            |           |
| 19 | Файна (разом зі Skofka)                        | 2021 | Max Yuz             | 21 920 867           |           |
| 20 | Маяком (разом зі Skofka)                       | 2021 | Igor Pavluk         | 2 486 219            |           |
| 21 | Я йду (разом зі Skofka)                        | 2021 | Stanislav Smyrnov   | 653 918              |           |
| 22 | Таксі (разом з Христиною Соловій)              | 2021 | Igor Pavluk         | 8 716 946            |           |
| 23 | Хвилі (разом з Jerry Heil)                     | 2021 | Sergii Chebotarenko | 8 385 429            |           |
| 24 | Перемога (разом з Океан Ельзи)                 | 2021 | Максим Ксьонда      | 1 298 864            |           |
| 25 | Мала в 19                                      | 2021 | Igor Pavluk         | 2 727 742            |           |
| 26 | Калуські вечорниці (разом з Tember Blanche)    | 2021 | Igor Pavluk         | 12 490 374           |           |
| 27 | Сонячна (разом зі Skofka та Сальто назад)      | 2022 | Max Yuz             | 7 410 938            |           |
| 28 | Майбутність (разом з Артемом Пивоваровим)      | 2022 |                     | 4 124 548            |           |
| 29 | Stefania                                       | 2022 | Max Ksjonda         | 62 830 075           |           |
| 30 | In the shadows of Ukraine (разом з The Rasmus) | 2022 | Leonid Kolosovskyi  | 5 351 495            |           |
| 31 | Nasze Domy (разом з Szpaku)                    | 2022 | Andrii Lagutin      | 2 811 720            |           |
| 32 | Нумо Козаки (разом зі KOZAK SIROMAHA)          | 2022 | Andrii Lagutin      | 1 137 792            |           |
| 33 | Батьківщина (разом зі Skofka)                  | 2022 | Igor Pavluk         | 1 641 526            |           |
| 34 | Стіни (разом зі Jerry Heil)                    | 2023 | Igor Pavluk         | 1 293 912            |           |
| 35 | Хмари (разом з Leo Mantis)                     | 2023 | Gosha Kosmo         | 540 008              |           |
| 36 | До берега йду                                  | 2023 | Igor Pavluk         | 466 543              |           |
| 37 | А ти знала                                     | 2023 | Gosha Kosmo         | 169 796              |           |
| 38 | Lalala (разом з Grubson, Mykola Vynar)         | 2023 | Gosha Kosmo         | 68 814               |           |
| 39 | То є Львів (разом з Скрябін)                   | 2023 | Alexander Khomenko  | 244 944              |           |
| 40 | «Десятка» (разом з KRUTЬ)                      | 2024 |                     | 124 234              |           |
| 41 | «Пам'ятай» (разом з KOLA)                      | 2024 | Anton Pilnovatykh   | 426 237              |           |
| 42 | «Упіймай моє серце» (разом з KOLA)             | 2024 | Anton Pilnovatykh   | 893 244              |           |
| 43 | «Дощ» (разом з GOLUBENKO)                      | 2024 |                     | 147 124              |           |
| 44 | «Останній раз» (разом з Adam та Balsam)        | 2024 |                     | 2 370 877            |           |
| 45 | «Розбуди мене» (разом з Balsam)                | 2024 |                     | 806 844              |           |
| 46 | «Тебе не попустить»                            | 2024 | Inna Gozalova       | 76 862               |           |
| 47 | «Хтось знов» (разом з Agape)                   | 2024 |                     | 423 871              |           |
| 48 | «Аромат волосся» (разом з NAIMES)              | 2024 |                     | 106 483              |           |
| 49 | «Грай музикант» (разом з Balsam)               | 2024 |                     | 58 691               |           |

## Нагороди
- 2021 — музична премія Top Hit Music Awards, перемога у номінації «Відкриття року»
- 2021 — музична премія YUNA-2022, перемога разом з alyona alyona за найкращий хіп-хоп-хіт («Гори»)
- 2021 — музична премія Top Hit Music Awards, перемога у номінації «Найкращий гурт YouTube Ukraine»
- 2021 — музична премія Top Hit Music Awards, перемога у номінації «Відкриття року YouTube Ukraine»
- 2021 — номінанти Jager Music Awards 2021 у категорії «Трек року» KALUSH з піснею «Зорі»
- 2021 — перемога у TOP20UA від українського реп-чарту видання rap.ua з треком та кліпом на «Зорі»
- 2021 — перемога від YouTube-премії «Паляниця Awards» з кліпом «Зорі» у номінації кліп року
- 2022 — музична премія YUNA-2022, перемога у номінації поп-гурт
- 2021 — музична премія YUNA-2022, перемога у двох номінаціях: найкращий хіп-хоп гурт та найкращий поп гурт

## Цікаві факти
Лідер і засновник гурту KALUSH, Олег Псюк, давно носить рожеву панаму. Свою першу панаму співак придбав у секонд-хенді для знімання кліпу на пісню «Не маринуй». Відтоді рожева панама стала не тільки візитною карткою Олега Псюка, але й усього гурту KALUSH, а згодом і Kalush Orchestra, який є спін-офф першого проєкту. У рожевої панами навіть є свій акаунт в Інстаграмі. Вона також стала значущим символом, адже активно продається на аукціонах в усьому світі, збираючи кошти на підтримку України під час війни.